# Liza subviridis
 Liza subviridis és un peix teleosti de la família dels mugílids i de l'ordre dels perciformes.